# DVB-C

DVB-C-Logo

DVB-C (Abkürzung für englisch Digital Video Broadcasting – Cable; deutsch etwa „Digitales Kabelfernsehen“) und der Nachfolgestandard DVB-C2 bezeichnen Varianten von DVB, die für die Übertragung von digitalen Hörfunk- und Fernsehsignalen über Kabelanschluss verwendet werden. DVB-C wurde ab 1994 entwickelt und 1998 von dem Europäischen Institut für Telekommunikationsnormen (ETSI) im Standard EN 300 429 festgelegt. Mit DVB-C2 wurde 2010 ein Nachfolger von der ETSI unter der Bezeichnung EN 302 769 vorgestellt, der technologisch aufwändiger umzusetzen ist, dafür eine höhere spektrale Effizienz bietet. DVB-C findet in Europa, weiten Teilen von Asien sowie in Afrika, Australien und Südamerika Anwendung. In Gebieten wie Nordamerika werden andere und zu DVB-C inkompatible Verfahren wie ATSC und in Japan ISDB eingesetzt.

## Eigenschaften
DVB-C und DVB-C2 beschreiben nicht eine Form der Videokodierung oder welche Inhalte übertragen werden, sondern die physikalische Bitübertragungsschicht, um Inhaltsdaten wie Videodaten in Kabelfernsehnetzen, unter der Beachtung der physikalischen Eigenschaften von Kabelnetzen, zu übertragen. Dabei werden in einem DVB-C-Kanal mehrere Fernsehprogramme, bei Bedarf Radioprogramme, in Form eines Multiplexverfahrens (Mux) zusammengefasst. Im Gegensatz zu terrestrischer Funkausstrahlung wie bei DVB-T kommt es in Kabelnetzen prinzipbedingt nicht zu Abschattungen und Mehrwegeausbreitungen des Funksignals. Diese Störeinflüsse auf Funkkanälen werden unter dem Begriff Fading zusammengefasst. Da Beeinträchtigungen durch Fading in Kabelnetzen wegfallen, können bei DVB-C im Vergleich zu DVB-T und DVB-S abweichende Übertragungstechniken mit einfacheren Modulationstechniken – im Vergleich zu DVB-T – und eine vergleichsweise höhere spektrale Effizienz – im Vergleich zu DVB-S – eingesetzt werden.

### DVB-C

Schema der Signalverarbeitung bei einer DVB-C Sendeanlage, wie sie in Kabelkopfstationen Einsatz findet.

Im Rahmen von DVB-C können zusätzlich zu den Video- und Audiodaten, die in MPEG-2 und bei HDTV in MPEG-4 mit H.264 codiert werden, zudem interaktive Funktionen wie Multimedia Home Platform (MHP), Electronic Program Guide (EPG) und digitaler Teletext übertragen werden. Kommerzielle Dienste wie Video-on-Demand (VOD) und Pay-per-View (PPV) sind umsetzbar. Diese werden – wie das bereits aus der analogen Ära bekannte lineare Pay-TV – verschlüsselt ausgestrahlt und sind gegen Bezahlung einer Gebühr abonnierbar. Die Entschlüsselung erfolgt über den Digitalreceiver durch Benutzung einer personalisierten Smartcard. Diese wird über eine standardisierte Schnittstelle, das Common Interface, angesprochen. Vereinzelt werden proprietäre Lösungen ohne CI-Interface und Smartcard verwendet.
Nachdem lange Zeit nur Set-Top-Boxen für DVB-C erhältlich waren, die oftmals nur durch die Kabelnetzbetreiber vertrieben wurden, sind etwa seit dem Jahr 2010 die meisten neuen Fernseher mit DVB-C-Tunern ausgestattet. Neben dem über DVB-C übertragbaren SDTV können bei DVB-C Fernsehprogramme in HDTV übertragen werden.
Als Modulation kommt bei DVB-C die sogenannte Quadraturamplitudenmodulation (QAM) zum Einsatz, meist in der Variante 256-QAM, da damit die im Standard höchste spektrale Effizienz erreicht werden kann. Daneben stehen als Modulationsverfahren mit aufsteigender Effizienz QPSK, 16-QAM, 32-QAM, 64-QAM und 128-QAM zur Verfügung. Der Einsatz der jeweiligen Modulation, welche vom Kabelnetzbetreiber fix voreingestellt wird, richtet sich nach den technischen Gegebenheiten wie Störsignalen und Intermodulationen in den einzelnen Kabelnetzen. Modulationsverfahren mit einer geringeren spektralen Effizienz weisen eine höhere Störfestigkeit auf, können dafür aber bei gegebener Bandbreite nur eine geringere Datenrate erzielen.
Es wird bei DVB-C, im Gegensatz zu DVB-T und zu DVB-C2, nur mit einem Trägersignal in Form einer Breitbandkommunikation mit fixer Symbolrate gearbeitet. Dabei kommt eine daran angepasste adaptive Kanalentzerrung zur Anwendung, zusätzlich mit einer Vorwärtsfehlerkorrektur und Kanalkodierung mittels Reed-Solomon-Kodierung. Die zu übertragenden Daten werden in Pakete zu 188 Bytes zusammengefasst, durch die Reed-Solomon-Kodierung werden pro Paket zusätzliche 16 Byte zur Fehlererkennung und Korrektur hinzugefügt.
In nachfolgender Tabelle sind die bei DVB-C in einem Übertragungskanal erreichbaren, von der belegten Bandbreite und der Modulation abhängigen Bitraten dargestellt. Übliche Werte in TV-Kabelnetzen sind 64-QAM oder 256-QAM bei einer Bandbreite von 6 MHz oder 8 MHz.
| Modulation | Bandbreite (MHz) / Symbolrate (MBaud/s) | Bandbreite (MHz) / Symbolrate (MBaud/s) | Bandbreite (MHz) / Symbolrate (MBaud/s) | Bandbreite (MHz) / Symbolrate (MBaud/s) | Bandbreite (MHz) / Symbolrate (MBaud/s) | Bandbreite (MHz) / Symbolrate (MBaud/s) | Bandbreite (MHz) / Symbolrate (MBaud/s) |
| Modulation | 6                                       | 7                                       | 7                                       | 8                                       | 8                                       | 8                                       | 8                                       |
| Modulation | 5,217                                   | 6,000                                   | 6,111                                   | 6,111                                   | 6,875                                   | 6,900                                   | 6,952                                   |
| ---------- | --------------------------------------- | --------------------------------------- | --------------------------------------- | --------------------------------------- | --------------------------------------- | --------------------------------------- | --------------------------------------- |
| 16-QAM     | 19,23                                   | 22,12                                   | 22,53                                   | 22,53                                   | 25,34                                   | 25,44                                   | 25,63                                   |
| 32-QAM     | 24,04                                   | 27,65                                   | 28,16                                   | 28,16                                   | 31,68                                   | 31,79                                   | 32,03                                   |
| 64-QAM     | 28,85                                   | 33,18                                   | 33,79                                   | 33,79                                   | 38,01                                   | 38,15                                   | 38,44                                   |
| 128-QAM    | 33,66                                   | 38,71                                   | 39,42                                   | 39,42                                   | 44,35                                   | 44,51                                   | 44,85                                   |
| 256-QAM    | 38,47                                   | 44,24                                   | 45,05                                   | 45,05                                   | 50,69                                   | 50,87                                   | 51,25                                   |

### DVB-C2
Unter der Bezeichnung DVB-C2 wurde 2010 ein zu DVB-C nicht kompatibler Nachfolgestandard von der ETSI unter der Bezeichnung EN 302 769 entwickelt, der jedoch im Jahr 2018 – anders als DVB-S2 für Satellit und DVB-T2 für Antenne – noch keine praktische Anwendung findet. Dies liegt vor allem daran, dass die Ausstrahlung von HDTV in DVB-C bereits möglich und üblich ist.
DVB-C2 basiert auf dem Modulationsverfahren COFDM mit maximalen 4096-QAM. Zusätzlich werden der Fehlerschutz Low-Density-Parity-Check-Code (LDPC) und eine Vorwärtsfehlerkorrektur (FEC) mit BCH-Codes eingesetzt. Die spektrale Effizienz wächst von 51 MBit/s pro 8 MHz (6 Bit/s Hz) bei DVB-C mit 256-QAM auf mehr als 83,1 MBit/s bei DVB-C2 mit 4096-QAM. Die maximale Downstreamgeschwindigkeit erhöht sich durch diese zwei Maßnahmen in einem bis 862 MHz ausgebauten Netz von derzeit 5 Gbit/s auf in Summe 8 Gbit/s.
Während es schon diverse Feldversuche mit DVB-C2 gab, ist ein Regelbetrieb erst in Verbindung mit der Ausstrahlung von UHDTV und dann wohl im HEVC-Videocodec zu erwarten. Das Angebot an Geräten, die mit DVB-C2 kompatibel sind, war Mitte 2017 noch minimal.

## Vergleich
In nachfolgender Tabelle sind die beiden Standards DVB-C und DVB-C2 mit den wesentlichen technischen Parametern gegenübergestellt:
|                         | DVB-C                              | DVB-C2                                                                            |
| ----------------------- | ---------------------------------- | --------------------------------------------------------------------------------- |
| Datenschnittstelle      | Ein Transport Stream (TS)          | Mehrfacher Transport Stream in Kombination mit Generic Stream Encapsulation (GSE) |
| Bitrate                 | fix eingestellte Bitrate pro Kanal | variable Bitrate, adaptive Datencodierung pro Kanal                               |
| Vorwärtsfehlerkorrektur | Reed-Solomon (RS)                  | LDPC + BCH-Code                                                                   |
| Modulation              | Einträgersystem mit QAM            | Mehrträgersystem mit OFDM                                                         |
| Basismodulation         | 16-QAM bis 256-QAM                 | 16-QAM bis 4096-QAM                                                               |
| Schutzintervall         | –                                  | 1/64 oder 1/128                                                                   |
| Interleaving            | auf Bitebene                       | auf Bit-, Zeit- und Frequenzebene                                                 |

## Länderspezifische Besonderheiten

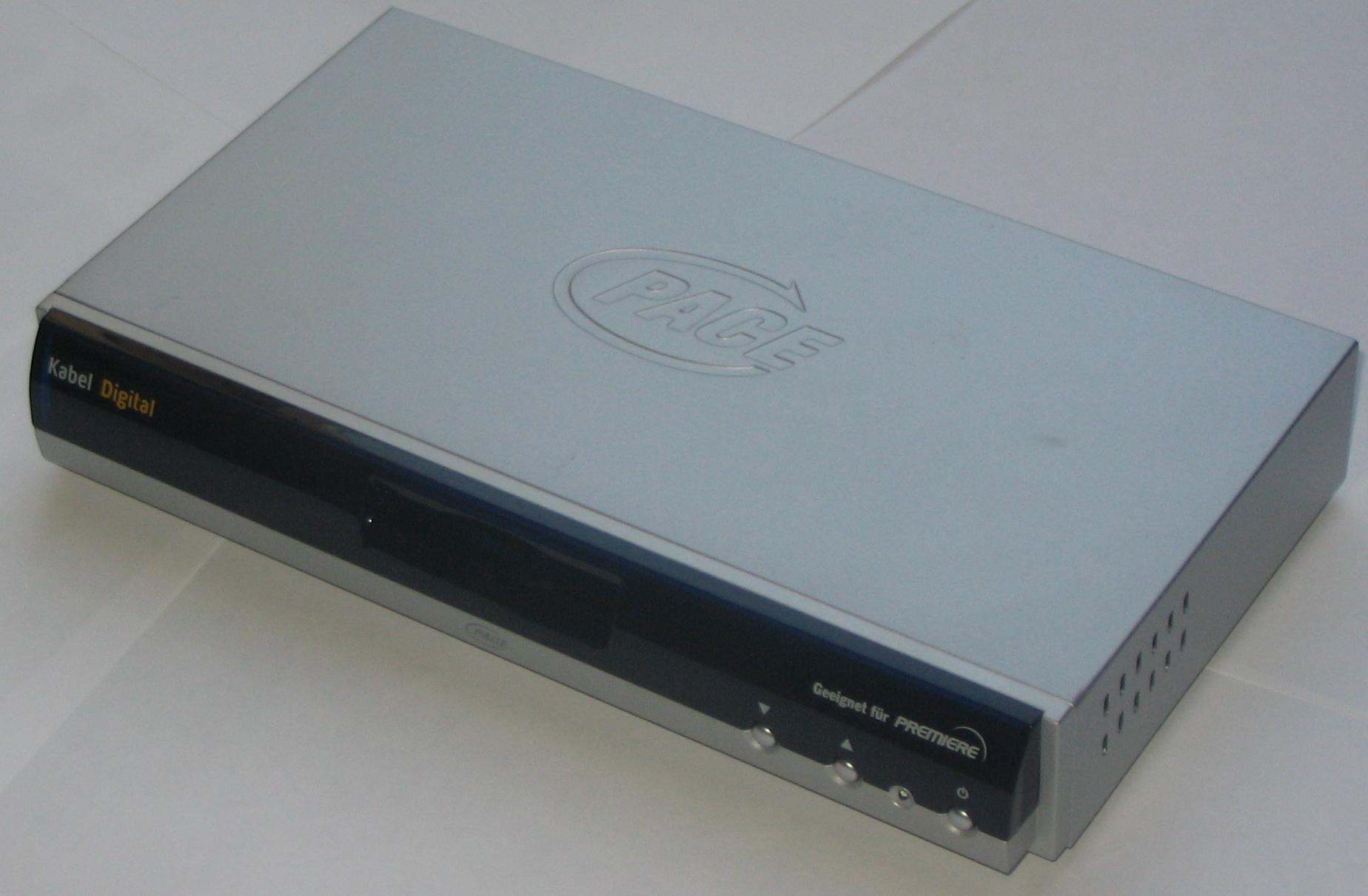
2004 erstmals von Kabel Deutschland angebotene Set-Top-Box von Pace

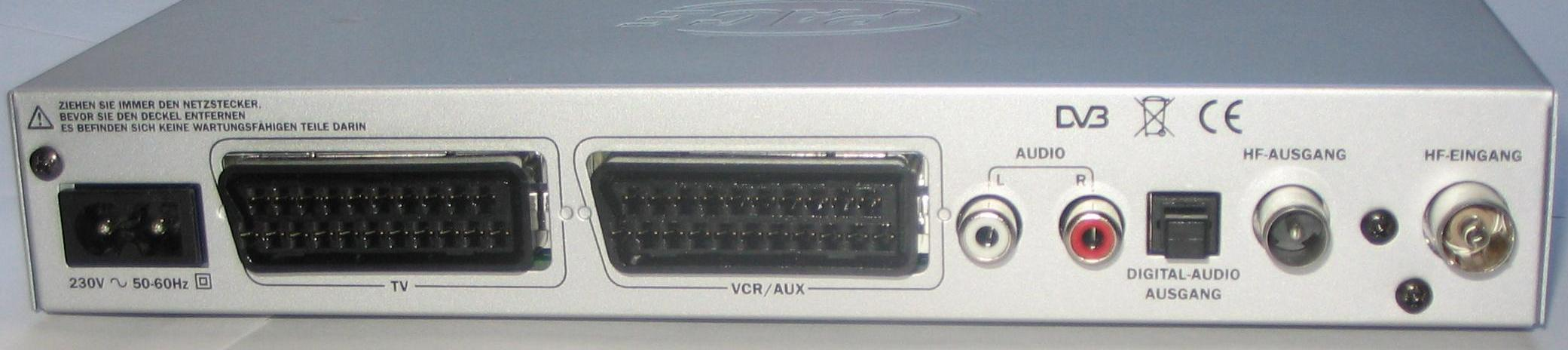
Anschlüsse auf der Rückseite des Receivers

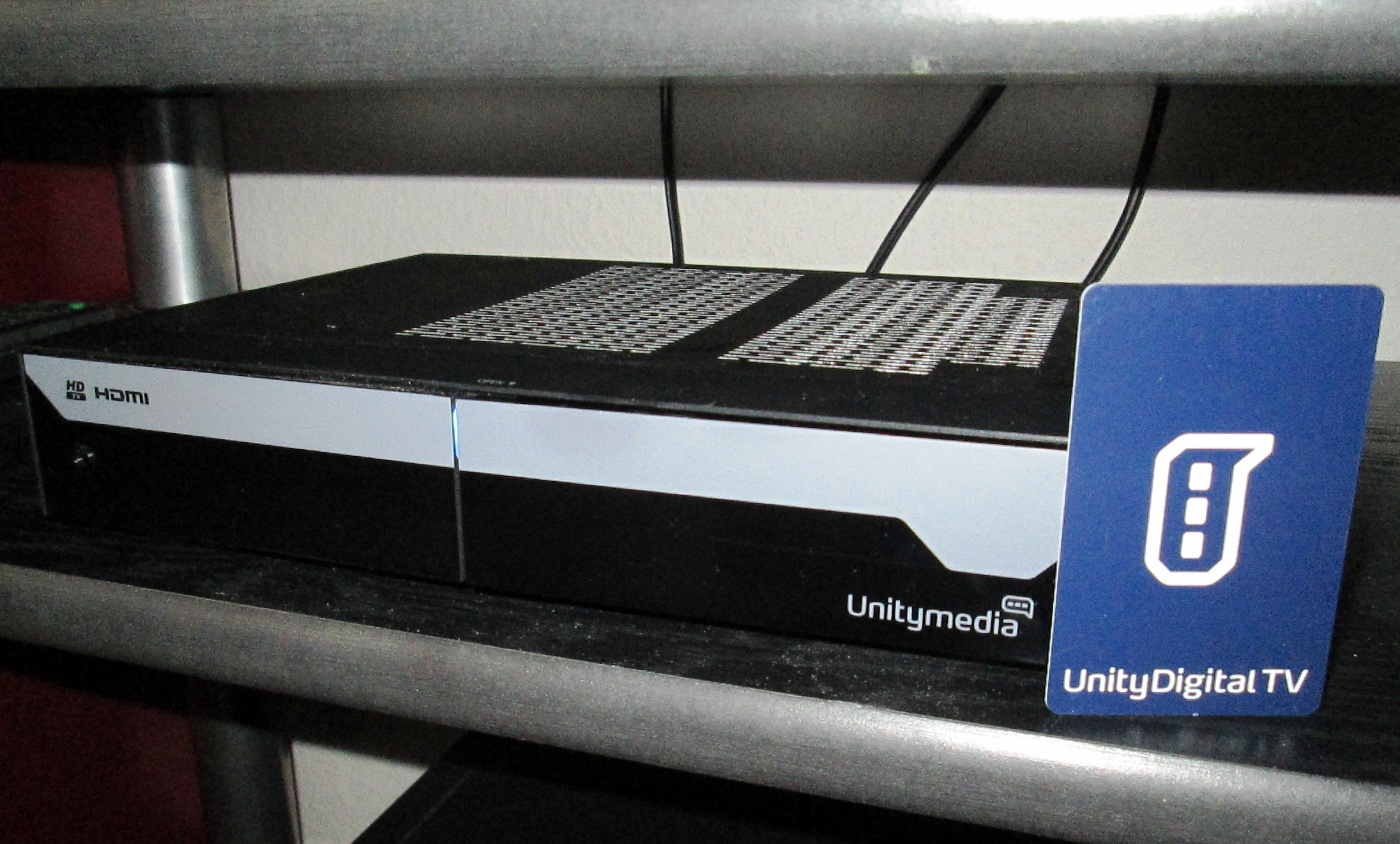
Unitymedia Smart Card sowie HD Kabelreceiver von Samsung

Wie die anderen Übertragungswege Antennenfernsehen und Satellitenfernsehen wurde in den 2000er Jahren beginnend das Kabelfernsehen digitalisiert, um so durch Komprimierung der Inhaltsdaten mehr Fernsehprogramme auf gleicher Bandbreite übertragen zu können. Im Folgenden sind für einige Länder die Ereignisse zur Digitalisierung des Kabelfernsehen mit DVB-C umrissen.

### Deutschland
Die Digitalisierung erfolgte im Kabelnetz wesentlich langsamer als bei anderen Empfangswegen. Neben den ohne Zusatzkosten frei empfangbaren öffentlichen-rechtlichen Sendern und dem Fernsehanbieter Sky (damals noch Premiere) gab es lange Zeit nur ein überschaubares Angebot im Kabel, meist in Form kostenpflichtiger ausländischer Programmpakete. Erst seit Januar 2006 sind in vielen Kabelnetzen die Programme der RTL-Gruppe und ProSiebenSat.1 Media digital im Kabel zu empfangen. Vorausgegangen war ein jahrelanger Streit der Betreiber mit den Sendern über Gebühren und Verschlüsselung.
In der Folgezeit waren bei vielen Anbietern sämtliche Privatsender grundverschlüsselt, so dass eine kostenpflichtige Smartcard für den Empfang erforderlich war. Erst Anfang 2013 wurde diese Verschlüsselung als Folge einer Entscheidung des Kartellamtes generell aufgegeben.
Bei den großen deutschen Kabelnetzbetreibern überstieg das Angebot an digitalen Programmen seit 2013 deutlich das analoge Kanalangebot. Es wurden freiwerdende Plätze im analogen Angebot stets neu bestückt. Vornehmlich wurden dabei ortsfremde dritte Programme durch kleine Privatsender ersetzt. Unitymedia hat als erster Betreiber im Laufe des Juni 2017 das analoge Fernsehen in allen Verbreitungsgebieten abgeschaltet. Vodafone hat Ende März 2019 die Abschaltung in den letzten Regionen abgeschlossen. Auch beim dritten großen Betreiber Tele Columbus wurde Ende Mai 2019 die analoge Verbreitung komplett einstellt. Auch die regionalen Kabelnetzbetreiber haben ihr analoges Signal abgeschaltet, z. B. schaltete wilhelm.tel Ende April 2019 den letzten noch analogen PoP (Point of Presence) ab. In Sachsen wurde eine gesetzliche Abschaltungsverpflichtung für die analoge Fernsehübertragung ursprünglich für den 31. Dezember 2014 festgesetzt. Mitte 2014 wurde dieser Termin von Sachsens Landesregierung jedoch auf Ende 2018 verschoben. Nach der Abschaltung des analogen Signals wurde bei Unitymedia im August 2017 im Gegenzug die Anzahl der digitalen Programme in SD sowie in HD erhöht, und seit April 2018 sind alle öffentlich-rechtlichen Sender verfügbar. Damit soll die Volldigitalisierung in ganz Deutschland bis Sommer 2019 nahezu abgeschlossen sein.

### Österreich
Der größte in Österreich tätige Breitbandkabel-Provider UPC Austria bot seit dem Jahr 2001 Fernsehprogramme in DVB-C ohne Grundverschlüsselung für alle Kabelkunden an. Mit 21. Mai 2008 wurden die DVB-C-Programme im Zuge einer von zahlreichen Digitalsystem-Umstellungen verschlüsselt. Der Empfang war nur noch mit einer kostenpflichtigen Zusatzbox vom Kabelanbieter möglich. Seit Anfang 2013 bietet UPC Austria wieder alle zuvor nur analog gesendeten Fernsehkanäle unverschlüsselt in DVB-C an, für den Empfang ist lediglich ein Fernsehgerät mit eingebautem DVB-C-Receiver notwendig. Mit Mai 2014 wurde begonnen, einen Teil der analogen Fernsehkanäle abzuschalten – diese Fernsehprogramme sind künftig nur noch mittels DVB-C zu empfangen. Per April 2019 wurden die ursprünglich MPEG2 codierten SD Kanäle auf MPEG4 umgestellt, wodurch auf älteren Fernsehgeräten nur noch die Ton- und EPG Informationen decodiert werden konnten.

### Schweiz
In der Schweiz wird DVB-C je nach Kabelnetzbetreiber unterschiedlich gehandhabt. Das Angebot des größten Kabelnetzbetreiber UPC Schweiz mit gut 50 Prozent Marktanteil im Kabel-TV-Bereich umfasst im Juli 2009 rund 120 TV-Sender im digitalen Grundangebot und weitere rund 120 Sender aufgeteilt auf verschiedene Pay-TV-Pakete. Hinzu kommen diverse HDTV-Kanäle und ein Video-on-Demand-Angebot, das allerdings (Stand: Juli 2009) noch nicht in allen Netzen und nicht für alle eingesetzten Set-Top-Boxen der UPC Schweiz verfügbar ist. Alternativ bot die UPC Schweiz bis September 2009 ein Near-Video-on-Demand-Angebot. Dieses Angebot umfasste 16 Cinema Sender (13 für Spielfilme und 3 für Erotikfilme).
Seit Mai 2010 wird von der UPC Schweiz ein CI+ CAM, die sogenannte „DigiCard“ angeboten. Dieses funktioniert ausschließlich in CI+-Geräten. Ein abwärtskompatibler CI „Legacy Modus“ wie z. B. bei den CI+-Modulen von Kabel Deutschland oder dem ORF bekannt, wird nicht unterstützt. Im November 2010 wurde per Software-Update die Aufnahmemöglichkeit auf CI+-Rekordern und -Fernsehern freigeschaltet.
Anderen Kabelnetzbetreiber (über 200 meist kleine Anbieter, gemeinsam rund 50 Prozent Marktanteil) bieten oftmals in einem Verbund (Quickline, Digital Cable Group) ein der UPC Schweiz sehr ähnliches Angebot. Bei der UPC Schweiz, wie bei einigen kleinen Netzen, war lange das gesamte digitale TV-Angebot verschlüsselt. Die UPC Schweiz setzte dazu auf ein Verfahren von Nagravision, viele kleine Netze auf Conax. Die Verschlüsselung des Grundangebotes sollte nach einer Motion von Simonetta Sommaruga per Gesetz verboten werden, was jedoch nicht gelang.
Im November 2012 hob UPC Schweiz freiwillig die Grundverschlüsselung für das TV-Grundangebot von 55 digitalen TV- und 100 Radiosendern auf.
Seit dem 24. April 2014 sendet Quickline sämtliche Programme (auch SD-TV) im hochkomprimierenden H.264/MPEG-4 AVC-Format, weshalb nicht HD-fähige Kabelempfänger (Digitalreceiver) der ersten Generationen nur noch den Ton wiedergeben können.
Am 3. Juni 2014 schaltete UPC Schweiz weitere analoge Fernsehkanäle ab, die Fernsehprogramme sind künftig nur digital mittels DVB-C zu empfangen. Die vollständige Digitalisierung des Fernsehprogramms soll bei UPC Schweiz 2015 erfolgen. Zu diesem Zeitpunkt sollen die letzten analogen Fernsehkanäle abgeschaltet werden.